# Lev Menaše
Lev Menaše, slovenski umetnostni zgodovinar in pedagog, * 1950, Ljubljana.
Na umetnostnozgodovinskem oddelku ljubljanske Filozofske fakultete je diplomiral leta 1974, doktoriral leta 1983 in se na njem zaposlil leta 1985. Na Oddelku za umetnostno zgodovino Filozofske fakultete Univerze v Ljubljani je predaval do leta 2008.
Ukvarja se z likovno kritiko, ikonografsko in ikonološko problematiko ter je poleg pregleda slovenske likovne umetnosti izdal več monografij sodobnih likovnih umetnikov in pripravil več razstav.